# Valentinijan III.
Valentinijan III. (polno ime Placidus Valentinianus Augustus), zahodnorimski cesar, * 2. julij 419, † 16. marec 455
Ker je Valetinijan postal cesar že kot otrok, je bila njegova vladavina ena najdaljših, vendar so jo zaznamovali vplivni generali, ki so se tekom državljanskih vojn in vdorov zaradi poznoantičnega preseljevanja ljudstev  borili za oblast.
Rodil se je Galiji Placidiji in Konstanciju III. kot pravnuk Valentinijana I. (vladal 364-375). Kot vnuk Teodozija I. (vladal 379-395) je bil Valentinijan III. tudi član Teodozijske dinastije, ki ji je pripadala tudi Valentinijanova žena Licinija Evdokija. Leto dni pred prevzemom naslova avgusta je Valentinijan od svojega polbratranca in sovladarja Teodozija II. (vladal 402-450) prejel cesarski naslov cezarja. Velik vpliv na Valentinijanovo vladanje je imela tudi njegova mati Galija. Med njegovim zgodnjim vladanjem so se za oblast v zahodnem cesarstvu potegovali Etij, Feliks in comes Africae Bonifacij. Po zmagi nad Feliksom in Bonifacijem je Etij nadaljeval kampanjo proti številnim germanskim plemenom, ki so vdirala v cesarstvo.
Med Valentinijanovo vladavino so v rimsko cesarstvo vdrli Huni, ki jih je naposled premagal Flavij Ecij v bitki na Katalaunskih ravnicah. Ob povratku Hunov je papež Leon I. in še dva senatorja prepričali Atilo, naj odide. Valentinijan je sam ubil Etija, v odgovor pa so Etijevi telesni stražarji umorili Valentinijana. Valentinijanovo vladavino je zaznamoval nenehen propad Zahodnega rimskega cesarstva.